# Konstantin Iwlijew
Konstantin Aleksiejewicz Iwlijew (ros. Константин Алексеевич Ивлиев; ur. 7 sierpnia 2000 w Moskwie) – rosyjski łyżwiarz szybki specjalizujący się w short tracku, wicemistrz olimpijski z Pekinu 2022, mistrz Europy i wicemistrz świata juniorów.

## Życie prywatne
Syn Aleksieja Iwlijewa i Elizawiety Iwlijewej, reprezentantów Rosji w short tracku, a następnie trenerów tej dyscypliny.

## Wyniki

### Igrzyska olimpijskie
| Rok  | Gospodarz | 500 m  | sztafeta mężczyzn | sztafeta mieszana |
| ---- | --------- | ------ | ----------------- | ----------------- |
| 2022 | Pekin     | srebro | 4                 | 7                 |

### Mistrzostwa świata
| Rok  | Gospodarz | 500 m | 1000 m | 1500 m | sztafeta | wielobój |
| ---- | --------- | ----- | ------ | ------ | -------- | -------- |
| 2021 | Dordrecht | 6     | 13     | 22     | 4        | 12       |

### Mistrzostwa Europy
| Rok  | Gospodarz | 500 m | 1000 m | 1500 m | sztafeta | wielobój |
| ---- | --------- | ----- | ------ | ------ | -------- | -------- |
| 2019 | Dordrecht | —     | —      | —      | brąz     | —        |
| 2021 | Gdańsk    | złoto | 19     | 14     | brąz     | 6        |

### Mistrzostwa świata juniorów
| Rok  | Gospodarz           | 500 m | 1000 m | sztafeta | wielobój |
| ---- | ------------------- | ----- | ------ | -------- | -------- |
| 2018 | Tomaszów Mazowiecki | —     | —      | srebro   | 10       |
| 2019 | Montreal            | 4     | 8      | brąz     | —        |
| 2020 | Bormio              | —     | 6      | srebro   | —        |